# CD20
CD20 je transmembránová molekula na buněčném povrchu B lymfocytů.
Jedná se o 33 až 37 kDa neglykosylovaný protein. Na povrchu B lymfocytů je exprimován od stádia pre-B buněk.
CD20 je první B buněčný marker popsaný v roce 1980. Pro svou specifickou a stálou expresi na B buňkách je molekula CD20 využívána jako terapeutický cíl biologické léčby onemocnění spjatých s B lymfocyty - zejména v oblastech hematoonkologie (non-Hodgkinův lymfom, chronická lymfocytická leukemie) či zánětlivých a autoimunitních onemocnění (roztroušená skleróza, idiopatická trombocytopenická purpura).

## Exprese CD20[1]
Protein CD20 je kódován genem MS4A1 nacházejícím se na 11q12. MS4A1 gen patří do 4-A genové rodiny.
Je exprimován na pre-B buňkách v kostní dřeni, dále pak na nezralých, naivních a paměťových B lymfocytech. Jeho exprese mizí u plasmablastů a plazmatických buněk.

## Struktura a lokalizace CD20[1][3]
CD20 protein se skládá z velké a malé extracelulární smyčky, čtyř hydrofobních transmembránových domén a intracelulární části.
Na povrchu B lymfocytů tvoří molekula CD20 homo-dimery či homo-tetramery. Molekuly CD20 navíc interagují s dalšími membránovými proteiny - B buněčným receptorem (BCR), MHC glykoproteiny II. třídy (MHC-II), ko-stimulační molekulou CD40, či proteiny B buněčné signalizační transdukce (CD81, CD82, CD53).

## Funkce CD20[1]
Fyziologická funkce molekuly CD20 není zcela objasněna.
Výzkum na myších modelech ukázal, že delece CD20 nenarušuje difenciaci, maturaci, proliferaci či izotypový přesmyk u B lymfocytů. Ty však nejsou schopny dosáhnout optimální humorální imunitní odpovědi jak na T-dependentní, tak i T-nezávislé antigeny.
CD20 protein je strukturně podobný některým známým iontovým kanálům, u CD20-deficientních myší bylo navíc pozorováno snížení intracelulární signalizace Ca2+ ionty po aktivaci BCR. CD20 proto zřejmě hraje podstatnou úlohu v intracelulární signalizaci a někdy bývá přímo považován za Ca2+ iontový kanál.

## Klinický význam CD20[2]
CD20 molekula je stabilně exprimovaná nejen na zdravých B buňkách, ale i na maligně transformovaných B lymfocytech. To vedlo k vývoji monoklonálně specifických protilátek proti CD20 (anti-CD20 mAb), které našly využití především v léčbě non-Hodgkinových lymfomů, chronické lymfocytární leukemie a dalších B buněčných malignit. Monoklonální anti-CD20 protilátky totiž efektivně odstraňují B buněčné populace exprimující CD20. V poslední době se navíc výzkum zaměřil na negativní roli B buněk v některých autoimunitních onemocněních a jejich potenciální léčbu pomocí anti-CD20 mAb.
Mechanismy anti-CD20 mAb terapie jsou:
- aktivace klasické komplementové dráhy Anti-CD20 mAbs interagují s C1q komplementovým proteinem, což vede ke spuštění klasické komplementové dráhy a zničení B buňky.
- interakce imunitního systému s Fc řetězci anti-CD20 mAb Fc řetězce anti-CD20 mAb jsou rozpoznávány receptory na povrchu NK buněk, ty svými cytotoxickými mechanismy ničí B lymfocyt. Fc řetězce mohou být rovněž rozpoznány receptory na povrchu fagocytujících buněk, jimiž jsou B lymfocyty pohlceny a zničeny.
- "hyper-crosslinking" Navázání anti-CD20 mAb na povrchu B buňky může vést k vyvolání apoptózy spojené s kaspázami.

Příklady využívaných anti-CD20 mAb: 
| Název protilátky | Struktura         | Indikace      | Schvalovací proces (FDA/EMA) |
| ---------------- | ----------------- | ------------- | ---------------------------- |
| Rituximab        | chimerická IgG1   | NHL           | 1998/1997                    |
| Ibritumomab      | myší IgG1         | NHL           | 2002/2004                    |
| Ofatumumab       | lidská IgG1       | CLL           | 2009/2009                    |
| Obinutuzumab     | humanizovaná IgG1 | CLL           | 2013/2014                    |
| Ocrelizumab      | humanizovaná IgG1 | MS            | 2017/probíhá                 |
| Veltuzumab       | humanizovaná IgG1 | NHL, CLL, ITP | klinické testování           |
| Ublituximab      | chimerická IgG1   | CLL, MS       | klinické testování           |
| Ocaratuzumab     | humanizovaná IgG1 | CLL           | klinické testování           |

Chimerické protilátky se skládají z lidské a myší části. Humanizované protilátky jsou ne-lidské protilátky, které byly upraveny pro zvýšení podobnosti s lidskými protilátkami.
NHL - non-Hodgkinův lymfom
CLL - chronická lymfocytární leukémie
MS - roztroušená skleróza
ITP - idiopatická trombocytopenická purpura